# Ангълси
 А̀нгълси  (на английски: Isle of Anglesey; на уелски: Ynys Môn, Ъ̀нис Мо̀он) е остров в Ирландско море и административна единица в Уелс със статут на графство (на английски: county). Създаден е със Закона за местното управление от 1994 г. Областта е разположена в Северен Уелс на едноименния остров и няколко съседни острова, които по-рано са образували територията на историческото графство Ангълси. Най-голям град в Ангълси е Хоулихед, а главен административен център е Лангевни.
Площ 714 km². Дължина и ширина около 30 km. От остров Верикобритания Ангълси е отделен чрез тесния проток Менайу над който са изградени два моста. Има стръмни брегове и хълмист релеф с максимална височина 127 m. Климатът е умерен, морски. Зает е от влажни пасища и мочурища.

## Градове
- Амлух
- Бенлех
- Биумарис
- Лангевни
- Менай Бридж
- Хоулихед

## Села
- Ланвайрпулгуингилгогеръхуърндробуллантисильогогогох